# Christian Doleschal
Christian Doleschal, né le 27 avril 1988 à Kemnath, est un avocat et homme politique allemand, membre de l'Union chrétienne-sociale en Bavière. Il est député européen depuis 2019.

## Biographie
Christian Doleschal naît le 27 avril 1988 à Kemnath.
Il étudie le droit à l'université de Bayreuth puis travaille comme avocat dans une entreprise de construction à partir de 2017. À l'âge de 19 ans, il devient membre du conseil municipal de Brand. De 2008 à 2012, il est membre du Ccmité exécutif fédéral de la Junge Union Deutschlands et, à partir de 2012, président de district de JU Oberpfalz. En mai 2019, il est élu au Parlement européen pour la CSU de Bavière. Il est membre de la commission de réforme du parti CSU. Il est réélu en 2024.